# Пољани (Требишов)
Пољани (слч. Poľany) насељено је мјесто са административним статусом сеоске општине (слч. obec) у округу Требишов, у Кошичком крају, Словачка Република.

## Становништво
| Година:    | 1994. | 2004. | 2014.   | 2024.    |
| ---------- | ----- | ----- | ------- | -------- |
| Број људи: | 460   | 529   | 557     | 479      |
| Разлика:   |       | +15 % | +5,29 % | -14,00 % |

| Година:    | 2023. | 2024.   |
| ---------- | ----- | ------- |
| Број људи: | 482   | 479     |
| Разлика:   |       | -0,62 % |

Према подацима о броју становника из 2011. године насеље је имало 528 становника.